# Sternaspis major
Sternaspis major är en ringmaskart som beskrevs av Chamberlin 1919. Sternaspis major ingår i släktet Sternaspis och familjen Sternaspidae. Inga underarter finns listade i Catalogue of Life.